# Microsoft Visual Web Developer
Visual Web Developer （ビジュアル ウェブ デベロッパー）は、Visual Studioの一部として配布されているウェブサイト統合開発環境 (IDE) である。Adobe DreamweaverのようなWebオーサリングツールとしての機能もあるが、ASP.NETによるウェブアプリケーション開発専用ツールとしての性格が強い。

## 概要
- 操作やメニュー配置はMicrosoft Expression Webに似ているが、スタートページなどはVisual Studioと同じデザインに統一されている。
- プロジェクト、ビルド、デバッグなどプログラミング言語のような開発スタイルとなる。コードはVisual BasicまたはC#を選択でき、別ファイルに保存される。
- デバッグのための開発サーバが内蔵されているので、IISがなくても、ASP.NETの動作確認ができる。
- デバッグ済みのローカルのWebサイトを、リモートのFTPサイトにコピーし、内容の同期をとることができる。
- Webと同じくXHTMLなどの編集に対応していて、従来からのHTMLの編集機能へ切り替えたりする機能がないため、HTMLでのエラーでないものもエラーとして扱われることがある欠点がある。
- Webとは別に、ウェブフォームの作成にも特化されている。
- RIA（リッチインターネットアプリケーション）開発を目的とした、Ajax Control ToolKitを追加インストールして利用できる。